# Never Mind The Hosen – Here’s Die Roten Rosen
Never Mind The Hosen – Here’s Die Roten Rosen ist ein Album der Band Die Toten Hosen, das sie 1987 bei Virgin Records unter dem Pseudonym „Die Roten Rosen“ herausbrachte. Das Album enthält ausschließlich „verrockte“ Coverversionen von deutschen Schlagern.

## Gestaltung von Cover und Begleitheft

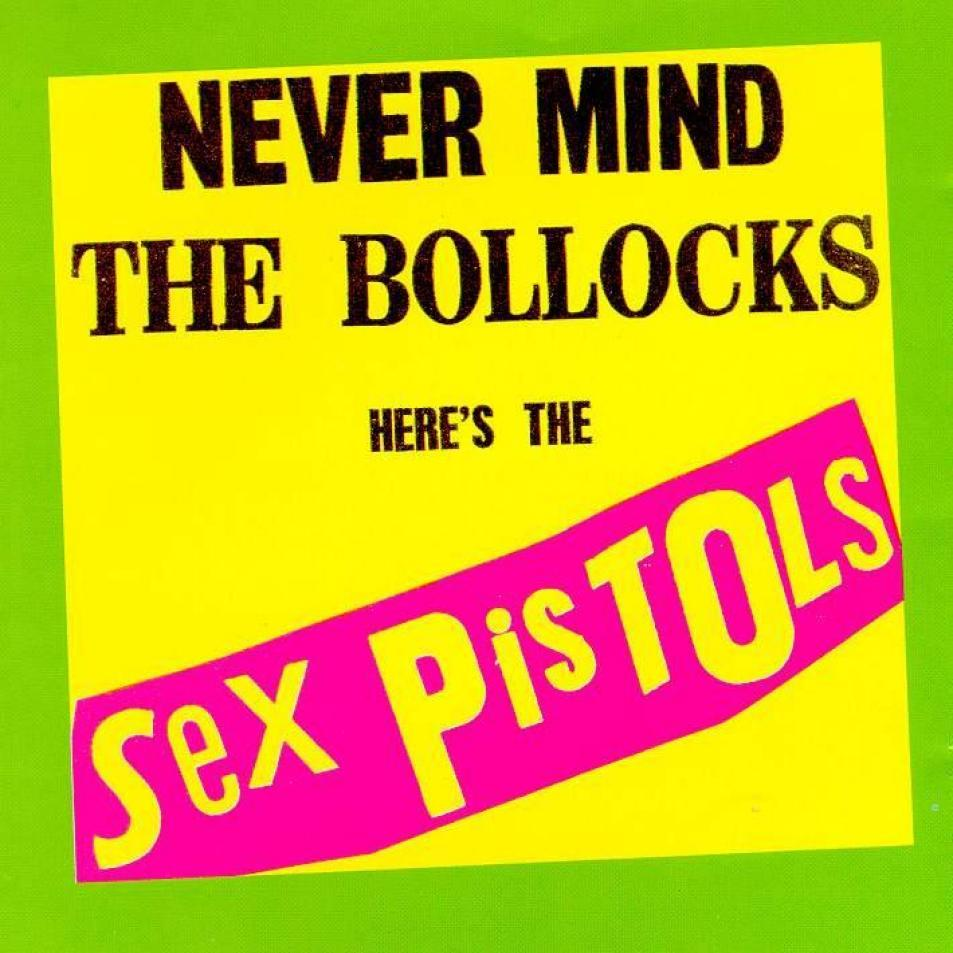
Cover des Albums der Sex Pistols aus dem Jahr 1977.

Die Verwandlung von „tot“ in „rot“ und von „Hosen“ in „Rosen“ wurde konsequent durchgezogen: Aus dem Label „ToT 69“ wurde ein „ROT 69“ und produziert wurde für „Rosenkopf“. Der Titel des Albums und die Gestaltung des Covers ist eine Pastiche auf Never Mind the Bollocks, Here’s the Sex Pistols, einer LP der Punkband Sex Pistols aus dem Jahr 1977.
Die Bandmitglieder wurden ebenfalls neuen benannt: Vid Sicious (in Anlehnung an Sid Vicious) spielt den Bass, die E-Gitarren spielen Rüdiger und Digger Barnes (eine Figur der TV-Serie Dallas), Kirschwasserkönig Münchhausen trommelt und Judas Inocenti singt.
Ein Bild im Booklet zeigt die Band auf dem Friedhof an einem offenen Grab. Die Schleife am Trauerkranz trägt die Aufschrift „In stillem Gedenken an den Deutschen Schlager“.

## Entstehung
Das Album entstand aus der spontanen Idee heraus, alte Schlager zu persiflieren, und wurde innerhalb von zehn Tagen in Hermann Bergmanns Airport-Studio in Köln-Porz für lediglich 5.000 DM Produktionskosten eingespielt. Die Originaltexte wurden nicht verändert. „Wir wollten das Abstruse, Surreale und manchmal sogar Böse bei den Liedern herausarbeiten. Der deutsche Schlager war teilweise nicht so harmlos, wie er sich gab,“ erinnert sich Michael Breitkopf 2007 im Gespräch mit Jan Weiler. Die Melodien und Akkorde der Originalsongs wurden ebenfalls unverändert übernommen, jedoch wurden sie wesentlich schneller und energischer gespielt. „[…] wir wollten mal zeigen, daß der Unterschied zwischen Spießbürgertum und Punk manchmal nur ’ne Rhythmusfrage ist,“ kommentiert Campino im Interview mit dem Fachblatt Musikmagazin im Dezember 1987. Virgin Schallplatten zeigte zunächst wenig Bereitschaft, die Aufnahmen zu veröffentlichen, gab jedoch unter der Bedingung nach, das Ganze nicht als reguläres Album im Sinne des Vertrages mit der Band gelten zu lassen.

## Titelliste
Da es sich bei allen Titeln um Coverversionen handelt, ist in Klammern der Original-Interpret vermerkt.
1. Itsy Bitsy Teenie Weenie Honolulu-Strand-Bikini – 1:54 (von Club Honolulu)
2. Alle Mädchen wollen küssen – 1:26 (von Leo Leandros)
3. Im Wagen vor mir – 3:28 Gastsängerin: Monique Maasen von Asmodi Bizarr[4] (von Henry Valentino und Uschi.)
4. Für Gaby tu’ ich alles – 2:29 (von Gerd Böttcher)
5. Wir – 3:36 (von Freddy Quinn)
6. Und sowas nennst du Liebe – 2:27 (von Sandie Shaw)
7. Kein Gnadenbrot – 3:40 (von Das Bachner-Duo, Musik und Text: Kuntze, / Peter Igelhoff / Fink) [5]
8. Halbstark – 2:26 (von The Yankees)
9. Sauerkraut-Polka – 1:50 (von Gus Backus)
10. Wenn Du mal allein bist – 2:29 (von Manfred Schnelldorfer)
11. Zwei Mädchen aus Germany – 2:14 (von Paul Anka)
12. Mein Hobby sind die Girls – 2:53 (von The Germans)
13. Medley (Cinderella Baby / Tiroler Hut / Der Fahrstuhl nach oben ist besetzt / Schöne Maid / Mama / Adelheid / Da sprach der alte Häuptling / Schön ist es auf der Welt zu sein) – 4:14
(von Drafi Deutscher, Billy Mo, Hazy Osterwald Sextett, Tony Marshall, Heintje, Billy Mo, Gus Backus, Anita und Roy Black)

## B-Seiten und Musikvideos
Bei den Musiktiteln Liebesspieler und Opel-Gang im Country-Musik-Stil auf der B-Seite der Single Alle Mädchen wollen küssen interpretierte die Band, gegenteilig zum Album, eigene Titel in einer Schlagerversion.
Ein Musikvideo zu Im Wagen vor mir wurde am 24. September 1987 für die Sendung Formel Eins, damals mit Moderation Stefanie Tücking, gedreht. Zwei alte Autos wurden hintereinander im Studio aufgestellt, in einem saß die Band, und im Wagen davor saß Gastsängerin Monique Maasen. Weitere Musikvideos sind in der Dokumentation 3 Akkorde für ein Halleluja zu sehen. Halbstark spielt die Band in einer Fußgängerzone, und das Lied Wir auf einer Treppe vor einer Baustelle.

## Resonanz
Das Album war der erste Charterfolg für Die Toten Hosen. Es stieg am 31. August 1987 auf Platz 27 ein, erreichte als höchste Wertung Platz 21 und war 13 Wochen lang in den deutschen Charts vertreten. Die Band wurde zudem mit einer goldenen Schallplatte ausgezeichnet.
Andreas Hub vom Fachblatt Musikmagazin stellte im Dezember 1987 fest: „Verrückt genug – und das paßt wieder zum Aberwitz dieser Band –, daß ihnen der ganz große Knüller mit einer Platte gelingt, auf der sie eigentlich gar nicht in Erscheinung treten.“

## Neuauflage 2007
Zum 25. Jubiläum der Band wurde unter anderen das Album Never Mind the Hosen – Here’s Die roten Rosen neu aufgelegt, ein neues Booklet hinzugefügt und mit zusätzlichen Titeln versehen, darunter auch die englische Version von Itsy Bitsy Teenie Weenie Honolulu-Strand-Bikini. Als Gastmusiker begleitet Hans Steingen die Band in Schade um die Rosen an der Orgel und in Ich steh an der Bar und habe kein Geld mit dem Akkordeon.

### Zusatztitel
1. Motorbiene – 1:59 (von Peter Kraus)
2. Wärst du doch in Düsseldorf geblieben – 2:22 (von Dorthe)
3. Schade um die Rosen – 2:22 (Niessen)
4. Ich steh an der Bar und habe kein Geld – 2:05 (von Bobbejaan)
5. Popocatepetl-Twist – 1:41 (Caterina Valente und Silvio Francesco)
6. 1000 Taler – 1:40 (Text und Musik: Campino, Hanns Christian Müller)
7. Baby du sollst nicht weinen – 3:28 (Campino, Müller)
8. Itsy Bitsy Teenie Weenie Yellow-Polkadot-Bikini – 2:08 Englische Version (Original von Brian Hyland)